# ネポティアヌス
ユリウス・ネポティアヌス（ラテン語：Julius Nepotianus、在位:350年6月3日 - 30日）は、ローマ皇帝位の僭称者。ローマ市の統治者でもあった彼は、在位中ほとんどの時間を敵対者・マグネンティウス帝との敵対に費やした。のちに妻として、総督・マルケリアヌスの妹を娶った。彼は、28日間ローマ市を統治した。コンスタンティヌス朝の一員であった。彼は、敵対者であったマグネンティウスの将軍マルケリヌスに殺された。英語ではネポティアン（Nepotian）とも呼ばれる。
なお、西ローマ皇帝・ユリウス・ネポスの父とは別人であり、コンスタンティヌス1世の甥である。

## 生涯
ネポティアヌスは、コンスタンティヌス1世皇帝の姉妹であるエウトロピアの息子であり、ヴィリウス・ネポティアヌスの息子だった。出生日は明らかではない。しかし、彼は、コンスタンティヌス朝のエリートに列席する人物であったため、かなり質の高い養育を受けたと言えよう。のちに、当時の名誉職であった元老院の議員の称号を賜った。そこでの繋がりが、のちに皇帝となるときの支持者となったのであった。それと同時にローマ帝国の貴族（伯、コメス）となった。
336年には、ローマの執政官にも就任している。
マグネンティウスの反乱の後、350年6月3日、ネポティアヌスは自分自身を「ローマ皇帝（アウグストゥス）」であるとと宣言し、剣闘士の一団とともにローマに入城した。350年6月の出来事であった。入城とともに、彼のライバル・マグネンティウスの支持者である首都長官（praefectus urbi）アニキウス、またはアニセトゥスが街を脱出した。
ネポティアヌスが皇帝位を宣言したことを知ったマグネンティウスは、彼の信頼した官吏であり将軍であるマルケリヌスをローマに送ることによって、この反乱に素早く対処した。エウトロピウスによれば、ネポティアヌスはその結果生じた闘争（6月30日）によって、マルケリヌスに殺害された。彼の首は槍をかぶってローマの街中を担がれ、晒し物にされた。翌日、元老院議員であったネポティアヌスの支持者の迫害の間に、彼の母親であるエウトロピアも殺害された。